# Moses ter Borch

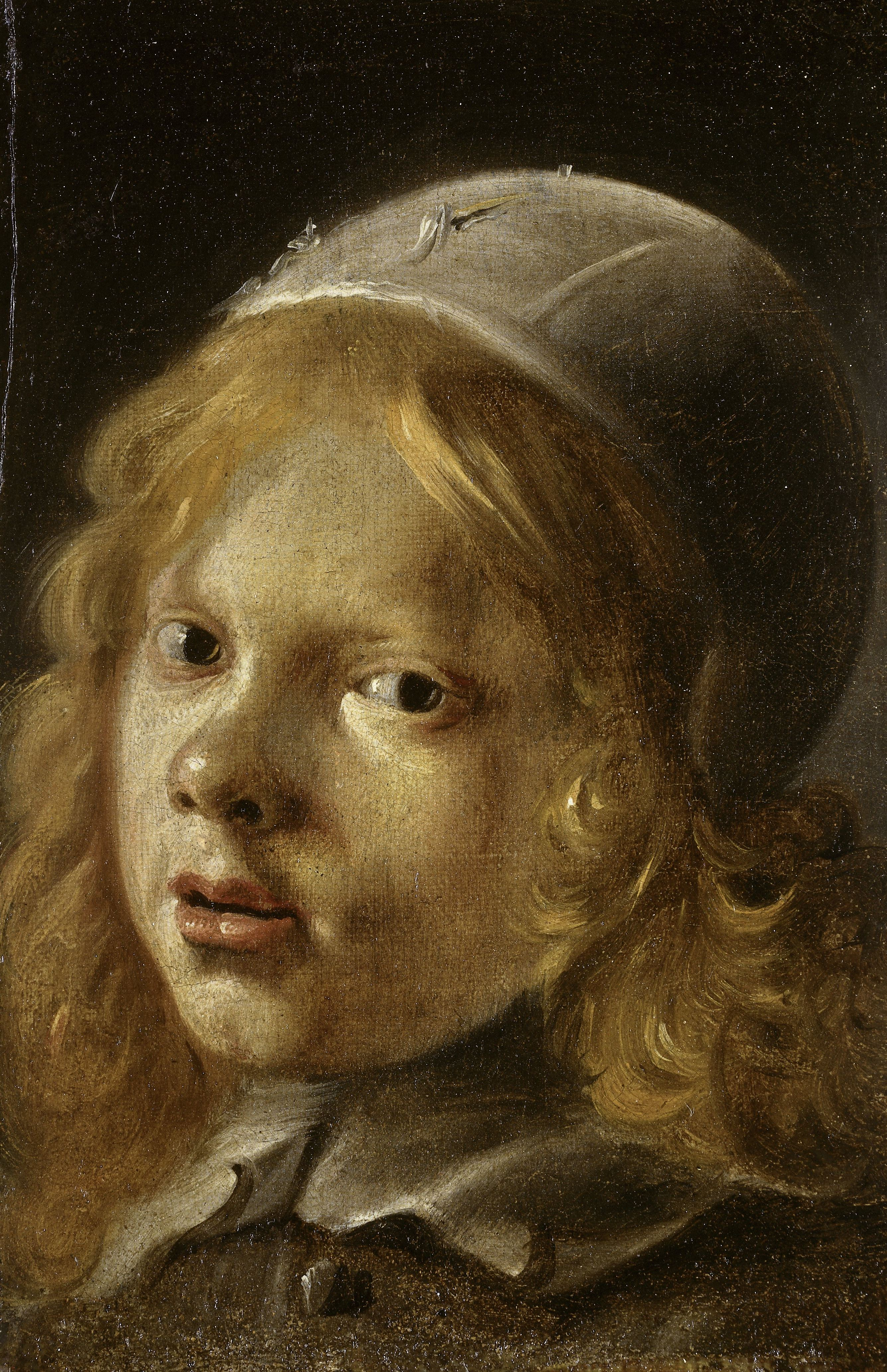
Selbstbildnis (um 1660–1661)

Moses ter Borch (* 19. Juni 1645 in Zwolle; † 12. Juli 1667 in Harwich) war ein holländischer Maler und Zeichner.
Er war der Sohn von Gerard ter Borch d. Ä. und der jüngere Bruder von Gerard ter Borch d. J. Das Zeichnen lernte er von seinem Vater. Er malte eine Reihe von qualitativ hochwertigen Studienköpfen, die ihn schon früh als einen äußerst talentierten Maler und Zeichner zeigen, der seinem Bruder Gerard kaum nachstand. Als knapp Zwanzigjähriger heuerte er jedoch bei der holländischen Kriegsmarine an. Kurz nach der Schlacht von Chatham fiel er nahe der Küste von Harwich den Kriegswirren zum Opfer.

## Ausgewählte Werke
- Amsterdam, Rijksmuseum
  - Selbstbildnis.
  - Selbstbildnis. (genannt auch „Bildnis des Jan Fabus“)
  - Bildnis einer alten Frau.